# Takamura Chieko

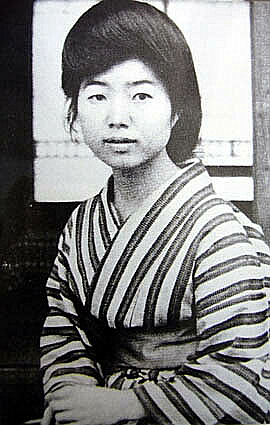
Takamura Chieko

Takamura Chieko, (jap. 高村 智恵子; * 20. Mai 1886 in Yui, Landkreis Adachi (heute: Nihonmatsu), Präfektur Fukushima in Japan; † 5. Oktober 1938 in Japan) war eine japanische Malerin und Dichterin.

## Leben
Chieko wurde als Naganuma Chieko, die älteste von sechs Schwestern und zwei Brüdern, geboren. Ab 1903 besuchte sie die Nihon Joshi Daigaku, die Japanische Frauenuniversität. Dort machte sie 1907 ihren Abschluss. Sie arbeitete in der Folgezeit als Malerin und fertigte farbenfrohe Scherenschnitte. Ihre Gedichte sind auch heute (2011) noch eindrucksvolle Schilderungen ihrer Heimat bei Fukushima mit den Bergen Adatara und Iidesan und dem Pazifischen Ozean als Hintergrund.
1911 gründete Chieko mit anderen Absolventen der Frauenuniversität und Mitgliedern der Feminismus-Bewegung Seitōsha die Zeitschrift Seitō, auf Deutsch: Blaustrumpf, für die sie die erste Seite der ersten Ausgabe entwarf. Die Zeitschrift begann als ein Podium für weibliche Schriftsteller wandelte sich jedoch bald zu einem Forum in dem feministische Themen diskutiert wurden. Die Zeitschrift, die nur bis 1916 existierte, wurde von Frauen der oberen Mittelklasse herausgegeben, die mit dem Begriff Neue Frauen bezeichnet wurden, weil sie neue Ideen und einen neuen Lebensstil vertraten.
Im Februar 1914 heiratete Chieko den Maler und Bildhauer Takamura Kōtarō nach seiner Rückkehr aus Frankreich. Die Ehe zerbrach 1929. Im Jahre 1931 wurde Schizophrenie diagnostiziert und sie wurde 1935 mit dieser Diagnose in eine Anstalt verbracht. Dort starb sie 1938 an Tuberkulose.